# Aldo de Benedetti
Aldo de Benedetti (Roma, 13 d'agost de 1892 - Roma, 19 de gener de 1970) va ser un dramaturg i guionista italià.
Actiu des de finals dels anys 20 fins que va morir, tant com un escriptor de comèdies lleugeres o com a guionista de les pel·lícules de l'època anomenada dels "telèfons blancs". Com que era d'origen jueu, després de la promulgació de les lleis racials feixistes, el seu nom no podia aparèixer en els títols, com l'autor dels guions o els temes de les pel·lícules. Per la mateixa raó no va poder ser comèdies entre 1938 i el final de la Segona Guerra Mundial.
Les seves obres més conegudes i representades (no només a Itàlia) són els següents: Due dozzine di rose scarlatte (Dues dotzenes de roses vermelles), 1936 i Gli ultimi cinque minuti (En els últims cinc minuts), 1951.

## Teatre
- 1931 La resa di Titì.
- 1932 Non ti conosco più.
- 1933. Milizia territoriale.
- 1935. L'uomo che sorride.
- 1936. Due dozzine di rose scarlatte.
- 1945. Sbaglio di essere vivo.
- 1947. L'armadietto cinese.
- 1951. Gli ultimi cinque minuti
- 1956. Buonanotte Patrizia.
- 1960. Il libertino.

## Estrenes en català
- El llibertí, protagonitzat per Joan Capri. Estrenada al Teatre Romea de Barcelona.
- Sóc un viu..., protagonitzat per Joan Capri. Estrenada al Teatre Romea de Barcelona.